# 로마 공화국 (1798년~1799년)
로마 공화국(이탈리아어: Repubblica Romana)은 1798년부터 1799년까지 이탈리아의 로마를 중심으로 존재했던 공화국이다.
1798년 2월 15일 교황령을 침공한 프랑스의 루이 알렉상드르 베르티에가 로마 공화국의 건립을 선포했다. 교황을 강제로 추방하고 세운 이 공화국은 7인 통령이 행정을 맡았다. 1798년 11월 나폴리의 페르디난도 4세가 군대를 파견해 로마를 다시 탈환했으나 다음달에 프랑스가 승리를 거두어 다시 차지했다.
한편 교황 비오 6세는 프랑스로 망명했고 1799년 사망하게 된다. 1798년 3월 7일 티베리나 공화국과 안코나 공화국이 로마 공화국에 합병되었지만 1799년 9월 30일 오스트리아와 러시아가 이탈리아에서 프랑스를 몰아내고 교황령이 재건되면서 로마 공화국은 소멸되고 만다. 1800년 나폴레옹이 다시 이탈리아를 점령했지만 교황과 친선을 꾀해 정교협약(1801)을 맺으며 교황령이 유지되도록 허락했다.
자코모 푸치니의 가극 토스카의 무대이기도 하다.

## 같이 보기
- 리소르지멘토